# Batalla de Bècula
La batalla de Bècula va ser un enfrontament armat que va tenir lloc l'any 208 aC, durant la Segona Guerra Púnica, entre l'exèrcit cartaginès, sota el comandament d'Hasdrúbal Barca i l'exèrcit romà, sota les ordres de Publi Corneli Escipió, l'Africà. La batalla va ser el primer enfrontament a gran escala d'Escipió contra els cartaginesos, després que hagués pres el comandament del contingent romà a Hispània.
La batalla, es va plantejar amb la intenció d'aturar la marxa d'Hasdrúbal cap a Itàlia i evitar així que es reunís amb el seu germà Hanníbal, i va acabar amb victòria romana, si bé és cert que l'exèrcit cartaginès, encara que mancat en forces, va poder finalment escapar cap al nord. Vençuda la força cartaginesa a la batalla, l'exèrcit romà va prendre una posició vital per prosseguir la conquesta de la vall del Guadalquivir.

## Antecedents
Segons Polibi, un cop que l'atac sorpresa d'Escipió va permetre la captura de Cartago Nova a l'anomenada batalla de Cartago Nova, els tres exèrcits cartaginesos que es trobaven desplegats per la península Ibèrica van quedar separats i aïllats, i van donar als romans la possibilitat d'enfrontar-se a cada un d'ells per separat. A principis del 208 aC, Escipió va marxar contra Hasdrúbal Barca, que passava l'hivern amb el seu exèrcit a la ciutat de Bècula, ubicada a la part alta del riu Betis (l'actual Guadalquivir).
Un cop coneixedor de l'avanç romà, Hasdrúbal va traslladar el seu campament a una posició més defensiva, al capdamunt d'un turó escarpat al sud de Bècula, protegit per valls als flancs i el riu al davant i al darrere. A més, el turó tenia dues esplanades o esglaons. Hasdrúbal va disposar les seves tropes lleugeres a l'esglaó inferior, mentrestant organitzava el campament principal a la part més alta. Un cop arribat, Escipió va tenir força dubtes de com podia atacar una posició tan fortament defensada, però conscient que els altres dos exèrcits cartaginesos podien aprofitar-se i llançar-se al seu damunt, va decidir atacar al tercer dia.

## La Batalla
Abans d'ordenar l'atac principal, Escipió va enviar un destacament de soldats per bloquejar l'entrada de la vall i per tallar qualsevol opció de retirada de l'exèrcit cartaginès. Després va fer avançar les seves tropes lleugeres contra el primer esglaó de Bècula. Els romans, malgrat el desnivell i la pluja de projectils que els caigué al damunt, no van tenir gaires dificultats en establir una lluita cos a cos contra la seva contrapartida cartaginesa i aviat els van fer retrocedir. En aquell moment, Escipió va desplegar un atac en forma de tenalla contra els flancs del campament principal cartaginès. Va ordenar a Gai Leli que dirigís la meitat de la infanteria pesant cap a la dreta de la posició enemiga, mentre que ell mateix dirigia l'atac sobre l'esquerra.
Fins aquell moment, Hasdrúbal havia tingut l'equivocada impressió que l'atac no era més que una petita batussa, ja que Escipió havia ocultat el seu exèrcit principal al campament, on havien d'esperar el moment de l'atac final. Per aquest motiu, el cartaginès no va tenir temps per desplegar adequadament el seu exèrcit de veterans i aviat es va veure envoltat pel brillant atac romà. Però malgrat haver caigut en el parany, Hasdrúbal encara va ser capaç de retirar-se del camp de batalla amb els seus elefants, una caravana de subministraments i gran part de les seves tropes. La major part de les seves pèrdues se centraren en el cos d'infanteria lleugera i en els aliats ibers. Sembla que els legionaris, davant de la retirada cartaginesa, van preferir saquejar el seu campament en lloc de perseguir l'enemic.

## Conseqüències
Perduda la batalla, Hasdrúbal va dirigir les seves mancades forces cap a la Gàl·lia, a través del pas occidental dels Pirineus. Un cop allí, es va dirigir cap a Itàlia per reunir-se amb Hanníbal, però els romans l'esperaven i van aniquilar el seu exèrcit, donant-li mort. Alguns historiadors van criticar Escipió per deixar escapar Hasdrúbal de la península Ibèrica, però la persecució del cartaginès hauria significat endinsar-se en terrenys desconeguts i clarament hostils, a més de deixar dos exèrcits cartaginesos al complet a la seva rereguarda. Escipió no volia prendre aquest risc i es va retirar cap a Tàrraco, des d'on va aconseguir formar aliances amb la majoria de les tribus ibèriques que, impressionades per les victòries de Cartago Nova i Bècula, es van passar al bàndol de Roma.